# 幸岡親時
幸岡 親時（こうか ちかとき、生没年不詳）は、下野国塩谷郡の鎌倉時代の武将。塩谷親朝の三男で泰朝の弟。五郎左衛門。幸岡氏の祖。

## 略歴
塩谷親朝の子で、塩谷郡幸岡郷に入り、幸岡城を築き居城として幸岡氏（又は幸賀氏とも）を創始する。以降、幸岡氏は代々継承され、のちに喜連川に移り繁栄するが、どのような系譜で継承されていったものかは定かではない。
事跡はほとんど伝わっていないが、吾妻鏡によれば正嘉元年（1257年）10月、鎌倉将軍家が大慈寺の大規模な修繕を行い、その供養を行う時、親時は、兄の泰朝と馬を引く従者として参加しているが、親時がこの時代に活躍した事を証明する数少ない事績である。
現在、幸岡には、五郎左衛門堰の地名が残っている。